# すみれ乃麗
すみれ乃 麗（すみれの れい、5月20日 - ）は、元宝塚歌劇団宙組の娘役。
東京都杉並区、成城学園高等学校出身。身長161cm。愛称は「れい」。

## 来歴
2004年、宝塚音楽学校入学。
2006年、宝塚歌劇団に92期生として入団。入団時の成績は11番。宙組公演「NEVER SAY GOODBYE」で初舞台。その後、宙組に配属。
2008年のバウ・ワークショップ「殉情」で、バウホール公演初ヒロイン。入団3年目での抜擢となった。
2010年の「TRAFALGAR」で新人公演初ヒロイン。同年の「誰がために鐘は鳴る」で2度目の新人公演ヒロイン。
2011年の「記者と皇帝」（日本青年館・バウホール公演）で、バウホール単独・東上公演初ヒロイン。
2013年の「逆転裁判3」（ドラマシティ・日本青年館公演）で、2度目の東上公演ヒロイン。
2014年7月27日、「ベルサイユのばら」東京公演千秋楽をもって、宝塚歌劇団を退団。
2018年、自身のインスタグラムで結婚したことを公表。

## 人物
同期であり元花組トップ娘役の蘭乃はなは、双子の姉である。

## 宝塚歌劇団時代の主な舞台

### 初舞台
- 2006年3 - 5月、宙組『NEVER SAY GOODBYE』（宝塚大劇場）[3][1]

### 宙組時代
- 2006年5 - 7月、『NEVER SAY GOODBYE』（東京宝塚劇場）
- 2006年11 - 2007年2月、『維新回天・竜馬伝!』『ザ・クラシック』
- 2007年4月、『NEVER SLEEP』（バウホール・日本青年館） - アイダ・カーソン
- 2007年6 - 9月、『バレンシアの熱い花』 - 新人公演：ローラ（本役：花影アリス）『宙 FANTASISTA!』[3]
- 2007年10 - 11月、『バレンシアの熱い花』 - ローラ『宙 FANTASISTA!!』（全国ツアー）
- 2008年2 - 5月、『黎明（れいめい）の風』 - 新人公演：ジーン（本役：美羽あさひ）『Passion 愛の旅』[1]
- 2008年7月、『殉情（じゅんじょう）』（バウホール） - 春琴 バウWSヒロイン[6][3][1]
- 2008年9 - 12月、『Paradise Prince（パラダイス プリンス）』 - エイミー、新人公演：マーガレット・メンフィールド（本役：花影アリス）『ダンシング・フォー・ユー』
- 2009年2 - 3月、『逆転裁判 -蘇る真実-』（バウホール・日本青年館） - マヤ・フェイ
- 2009年4 - 7月、『薔薇に降る雨』 - 新人公演：ベロニカ（本役：花影アリス）『Amour それは…』
- 2009年8 - 9月、『逆転裁判2 -蘇る真実、再び…-』（バウホール・赤坂ACTシアター） - マヤ・フェイ
- 2009年11 - 2010年2月、『カサブランカ』 - ファティマ、新人公演：アニーナ（本役：花影アリス）
- 2010年3月、『Je Chante（ジュ シャント）-終わりなき喝采-』（バウホール） - ニーナ
- 2010年5 - 8月、『TRAFALGAR（トラファルガー）』 - ホレイシヤ、新人公演：エミリィ・ハミルトン（エマ）（本役：野々すみ花）『ファンキー・サンシャイン』 新人公演初ヒロイン[7][3]
- 2010年9月、『銀ちゃんの恋』（全国ツアー） - 朋子
- 2010年11 - 2011年1月、『誰がために鐘は鳴る』 - ルチア、新人公演：マリア（本役：野々すみ花） 新人公演ヒロイン[7]
- 2011年3月、『記者と皇帝』（日本青年館・バウホール） - ロッタ・ブライ 東上ヒロイン[8]
- 2011年5 - 8月、『美しき生涯』 - たつの、新人公演：市（本役：妃宮さくら）『ルナロッサ』
- 2011年10 - 12月、『クラシコ・イタリアーノ』 - シルヴィア・ロッシ、新人公演：エリザベス・ブライトン（リズ）（本役：愛花ちさき）『NICE GUY!!』
- 2012年2月、『仮面のロマネスク』 - セシル・ブランシャール『Apasionado!!II』（中日劇場）[3]
- 2012年4 - 7月、『華やかなりし日々』 - ポーラ・オースティン、新人公演：キャサリン・ラッセル（本役：愛花ちさき）『クライマックス』
- 2012年8 - 11月、『銀河英雄伝説@TAKARAZUKA』 - フレデリカ・グリーンヒル、新人公演：ドミニク（本役：大海亜呼）
- 2013年1月、『逆転裁判3 検事マイルズ・エッジワース』（ドラマシティ・日本青年館） - アリソン・トレーザ 東上ヒロイン[3][9]
- 2013年3 - 6月、『モンテ・クリスト伯』 - エデ姫『Amour de 99!!-99年の愛-』[3]
- 2013年7 - 8月、『うたかたの恋』 - ミリー・ステュベル『Amour de 99!!-99年の愛-』（全国ツアー）[3]
- 2013年9 - 12月、『風と共に去りぬ』 - ファニー
- 2014年2 - 3月、『翼ある人びと-ブラームスとクララ・シューマン-』（ドラマシティ・日本青年館） - ルイーゼ・ヤーファ[3]
- 2014年5 - 7月、『ベルサイユのばら-オスカル編-』 - ル・ルー 退団公演[3]